# Ljusträsket (Norsjö socken, Västerbotten, 720647-169420)
Ljusträsket är en sjö i Norsjö kommun i Västerbotten och ingår i Skellefteälvens huvudavrinningsområde. Sjön har en area på 0,629 kvadratkilometer och ligger 216,1 meter över havet.

## Delavrinningsområde
Ljusträsket ingår i det delavrinningsområde (720665-169246) som SMHI kallar för Inloppet i Braxträsket. Medelhöjden är 225 meter över havet och ytan är 11,35 kvadratkilometer. Räknas de 32 avrinningsområdena uppströms in blir den ackumulerade arean 224,61 kvadratkilometer. Karsbäcken som avvattnar avrinningsområdet har biflödesordning 2, vilket innebär att vattnet flödar genom totalt 2 vattendrag innan det når havet efter 79 kilometer. Avrinningsområdet består mestadels av skog (68 procent) och sankmarker (19 procent). Avrinningsområdet har 1,01 kvadratkilometer vattenytor vilket ger det en sjöprocent på 8,9 procent.